# Szőcs Miklós TUI
Szőcs Miklós TUI (Budapest, 1953. május 21. –) Kossuth-díjas magyar szobrászművész. A Magyar Művészeti Akadémia rendes tagja (2013).

## Életútja
1974-ben egy félévet tanult a Magyar Képzőművészeti Főiskolán, de abbahagyta, önállósította magát, autodidakta módon fejlesztette a szobrászathoz szükséges szakmai ismereteit. Alkotásai a szobrászat, játéktárgy-készítés és bútorművészet határterületeit érintik. Fő megmunkálandó felületei a ritka faanyagok és a rétegelt lemezek, ezekkel fejt ki a nézőben spirituális hatást, egy gondolkodtató szobrászművészetet.  A művész így vall saját szobrairól 2013-ban:
„Ma – szándékom szerint – munkásságom az imádság vagy spirituális praxis egyfajta sajátosan mai, modern formája – nem az istenség közelségéből fakadó megismerés többlete, hanem a távollétéből vagy legalábbis érzékelésének hiányából eredő rossz közérzet és nyugtalanság, valamint e hiány betöltésének vágya artikulálódik efféle reintegrációs törekvésben.
Figyelmem mindinkább a hagyomány felé fordul; itt remélem megtalálni azokat a szellemi tendenciákat, melyek végtelen időkön keresztül forrtak, formálódtak az időtlen múlt kohójában, hogy utóbb gyógyító erejükből vigasztalást meríthessünk...”
Szőcs Miklós kifejezetten szoborszerű művei a totemállatok (Gepárd, 1990), szobrait két alkalommal is bemutatta az ABCD Kiadó első magyar interaktív magazinja CD-ROM-on (1995).
2006-ban Katona Szabó Erzsébet textilművésszel rendeztek közös kiállítást a Pesterzsébeti Múzeum Gaál Imre Galériájában, Katona Szabó különleges és pontosan megformált bőrmunkái és Szőcs Miklós különböző fajta fákból készített szobrai felerősítették egymás hatásait.

## Egyéni kiállításai (válogatás)
- 1991 • Francia Intézet, Budapest
- 1999 • Jaguár, Magyar Fotográfusok Háza, Budapest
- 2000 • Jaguár, Városi Képtár, Szombathely • Magyar Akadémia, Róma
- 2002 • Budapest Galéria, Budapest.
- 2012 • Epreskert, Parthenón-fríz Terem, Budapest[4]

## Csoportos kiállítások (válogatás)
- 1985 • General Art, Budapest
- 1994 • Kisszobor '94, Vigadó Galéria, Budapest
- 2001 • A szobrászaton innen és túl, Műcsarnok, Budapest • Élmény és eszmény, Királyi kastély, Gödöllő.[5]

## Társasági tagság
- Művészeti Alap (1984-)

## Díjak, elismerések
- Soros Alapítvány művészeti díja (1997)
- Gödöllő város önkormányzatának díja (2001)
- EMMI díj (Módos Gáborral megosztva, 2013)[6]
- Munkácsy Mihály-díj (2015)
- Prima Primissima díj (2021)[7]
- Kossuth-díj (2024)[8]